# 索纳克斯
索纳克斯（Sonax）是德国汽车护理品牌，总部位于多瑙河畔诺伊堡。索纳克斯主要生產化工產品及相關的汽車維修和營銷服務。
索纳克斯在德国和奥地利的市场份额占领先地位，它在奥地利有分支机构。索纳克斯的产品销售到100多个国家。